# Дембувець (Гнезненський повіт)
Дембувець (пол. Dębówiec) — село в Польщі, у гміні Ґнезно Гнезненського повіту Великопольського воєводства.
Населення — 163 особи (2011).
У 1975-1998 роках село належало до Познанського воєводства.

## Демографія
Демографічна структура станом на 31 березня 2011 року:
|          | Загалом | Допрацездатний вік | Працездатний вік | Постпрацездатний вік |
| -------- | ------- | ------------------ | ---------------- | -------------------- |
| Чоловіки | 83      | 19                 | 57               | 7                    |
| Жінки    | 80      | 22                 | 49               | 9                    |
| Разом    | 163     | 41                 | 106              | 16                   |